# Вербицький Олександр Матвійович
Олекса́ндр Матві́йович Верби́цький (27 вересня 1875, Севастополь — 9 листопада 1958, Київ) — український архітектор, інженер і педагог, професор (1937), дійсний член Академії архітектури (1945), почесний член Академії будівництва і архітектури УРСР (1958), автор проєкту сучасної споруди залізничного вокзалу у Києві.

## Біографія
Народився в Севастополі в родині техніка-будівельника міської Управи.
Після закінчення Севастопольського реального училища в 1892 вступив до Петербурзького інституту цивільних інженерів, який закінчив в 1898. За час навчання був нагороджений двома золотими й одною срібною медалями, його прізвище було занесене на почесну дошку найкращих випускників.
Відразу після закінчення інституту був запрошений професором І. Кітнером до будівництва великого комплексу Київського політехнічного інституту на посаді молодшого помічника і переїхав до Києва. Через рік, в 1899 році, для найкращого ознайомлення з будівничою справою перейшов працювати десятником на спорудження Київського оперного театру згодом став помічником виконроба академіка Володимира Ніколаєва — аж до відкриття театру, в 1901 році.
В 1901–1933 працював в Управлінні Південно-Західної залізниці, спочатку архітектором шляхової служби, а потім головним архітектором. Він розробляє ескізний проєкт Київського вокзалу, потім проєктує і будує за своїми проєктами велику кількість різних споруд; пасажирські будівлі, товарні контори, паровозні депо, міські станції, навчальні заклади, лікарні, житлові будинки.

Надгробок О. Вербицького

В 1943 входив до складу комісії для визначення стану згорілих і підірваних будівель Києва, в результаті роботи якої вдалося зберегти для подальшої експлуатації багато житлових будинків, громадських будівель, скоротити витрати на їх відбудову.
У 1945 обраний дійсним членом Академії архітектури і протягом ряду років проводив велику роботу по організації підготовки наукових кадрів через аспірантуру. У 1958 році його обирають почесним членом Академії будівництва і архітектури Української РСР.
Працював також у галузі пейзажного живопису та графіки. Автор ряду статей з питань архітектури.
У Києві мешкав в будинках № 21/12 на Володимирській вулиці, № 15, 22 на Лютеранській вулиці. Помер 9 листопада 1958 року у Києві, похований на Лук'янівському цвинтарі (ділянка № 9а, ряд 1, місце 5). На могилі прямокутна стела із сірого граніту, вирізьблений барельєф. Автори надгробного пам'ятника — скульптор І. Макогон та архітектор В. Мойсеєнко.

## Педагогічна діяльність
Півстоліття віддав О. М. Вербицький педагогічній діяльності, справі підготовки архітектурно-будівельних кадрів. У 1909—1910 роках — викладач громадянської архітектури на Вищих технічних курсах професора Пермінова в Києві. В 1919–1958 роках педагог Київського архітектурного, Київського художнього та Київського інженерно-будівельного інститутів, був одним з фундаторів Академії архітектури УРСР.
У 1931 році А. Вербицький був завідувачем кафедрою в Київськом будівельном інституті коли туди був запрошений його учень архітектор Й. Каракіс. Серед інших його учнів архітектори: М. Г. Гречина, А. В. Добровольський, В. Г. Заболотний, І. І. Малозьомов, Є. О. Маринченко, М. В. Холостенко, Г. Ф. Домашенко.
Був консультантом з архітектурних питань в інститутах «Гіпроміст», «Гіпродор», «Гідрошляхтрест», «Цивільпроект» та планувальному управлінні (АПУ), «Наркомтрест» та інших установах Києва.

## Архітектурна діяльність

### Найвідоміші роботи для Києва
- конкурсний проєкт Київського вокзалу (1927–1932);
- робочий проєкт цього ж вокзалу, який включає близько 1 500 аркушів та архітектурних креслень;
- проєкт внутрішнього оформлення пасажирського залу, головного вестибюля, переходів через колії;
- проєкт архітектурного рішення передвокзальної площі;
- проєкт Центрального пасажирського будинку;
- проєкт адміністративного будинку Південно-Західної залізниці (вулиця Євгена Чикаленка, 14; 1910–1912);
- проєкт будинку товарної контори Південно-Західної залізниці (1907);
- проєкт будинку з пакгаузним комплексом на станції Київ-Товарний (1905–1907);
- проєкт Київського державного банку (до надбудови) спільно з архітектором О. В. Кобелєвим (1902–1905);
- один з корпусів млина Бродського (1912–1914);
- проєкт внутрішнього облаштування парадних приміщень головного корпусу Київського політехнічного інституту (1902);
- розрахунки опорних залізобетонних склепінь для Миколаївського собору Покровського жіночого монастиря (1902).

#### Київський залізничний вокзал
У біографічних записках Олександр Вербицький відзначав, що здійснена була приблизно лише третина запроєктованого. Йому довелось працювати над складанням декількох варіантів подальшого розвитку вокзалу, над повною реконструкцією архітектури збудованої частини, виконаної у період конструктивізму, складались також проєкти внутрішнього оформлення залу очікування, головного вестибюля, але всі ці проєкти не були здійснені через нестачу коштів.
У листах до рідних він висловлював невдоволення будівельними роботами: «Для чего вырабатывали детали, делали шаблоны? Если в натуре всё искоренено и обезображено до неузнаваемости».
Вербицький намагався спростити барокові елементи й надати споруді вокзалу сучасних форм стилю конструктивізму.
У формах споруди вокзалу були найдені вияви українського націоналізму, що нібито нагадують тризуб, за що архітектора було тимчасово заарештовано.

### Багатоповерхові житлові будинки Києва
- Вулиця Симона Петлюри, 29 — Прибутковий будинок Уткіна;
- Рейтарська вулиця, 20/24 — прибутковий будинок Шлензкевич (1912);
- Вулиця Богдана Хмельницького, 52 (1904);
- Вулиця Богдана Хмельницького, 32 — прибутковий будинок О. Терещенка (1904);
- Вулиця Заньковецької, 7 — прибутковий будинок (1904);
- Банкова вулиця, 12;
- брав участь у спорудженні прибуткового будинку по Володимирській вулиці, 22 (1903—1904; автор проєкту Євген Єрмаков);
- консультував спорудження будинку № 4—6 по вулиці Антоновича (1930-ті роки; архітектор Ф. Лєскова);
- Будинок із Паном і німфами на Лютеранській вулиці, 15;
- кутовий будинок на розі вулиць Рейтарської та Стрілецької (1904—1913);
- Лютеранська вулиця, 21/12 на 24 квартири (початок 1930-х);
- проєкт будинків урядового центру й готелю на 500 номерів;
- проєкт паровозного депо станції Дарниця;
- проєкт першого в Києві пам'ятника В. І. Леніну на Вокзальній площі (1923).

### Проєкти в інших містах
- Для Одеси:
  - проєкт капітального переобладнання й розширення головного Одеського вокзалу (не здійснений);
  - проєкт архітектурного оформлення елеватора в порту.
- Для станції Ковеля:
  - проєкти будинків: чергових паровозних бригад для кондукторів, товарної контори, вокзал (1907), гімназія (1908—1910);
  - проєкт архітектурного оформлення віадуку.
- Для станцій Голоби і Балти:
  - проєкт пасажирських будинків.
- Для станції Жмеринки:
  - проєкт залізничної інфекційної лікарні.
- Для станцій Бірзули і Коростеня:
  - проєкти середніх шкіл.
- Для станції Фундукліївки:
  - залізничний вокзал (1907).
- Для Малина:
  - проєкт капітального переобладнання й розширення виробничого корпусу паперової фабрики (1906);
  - проєкти будинків дизельної станції й контори.
- Для Гомеля:
  - проєкт будинків дизель-моторної станції для паперової фабрики.
- Для Верхнячки:
  - проєкт будинку Народного дому з театром;
  - проєкти виробничого корпусу цукрового заводу (1909—1910);
  - проєкт їдальні з читальним залом для заводу;
  - проєкт будинку контори для заводу та інше.
- Для Черкас:
  - проєкт комплексу будівель «Дитячого палацу» для безпритульних дітей (1916).
- Для Коростеня:
  - гімназія (початок 20 століття).
- Для Севастополя:
  - проєкт пішохідного містка на Приморському бульварі (збудований у 1905 році під керівництвом О. Вейзена).
- Для Нижнього Новгорода:
  - конкурсний проєкт мосту (за участю Є. О. Патона).
- Для Туапсе:
  - проєкт дачі на березі моря.

## Пам'ять
1983 року на його честь названо вулицю у Києві, на Харківському масиві.